# 塞思·温特劳布
塞思·温特劳布是一位美国记者和工程师。温特劳布创办了一系列以9to5開頭的消費電子產品以及科技公司新聞網站，例如9to5Mac、9to5Google、 9to5Toys，此外他還創辦了DroneDJ和Electrek 。

## 教育
1997年，温特劳布获得南加州大学工业与系统工程学士学位，同時辅修多媒体与创意技术。 2002年，他获得了纽约大学电信硕士学位。 與此同時，他還參與协助管理纽约大学医学院的IT部门。 

## 9to5系列網站
2006年至2008年期間，温特劳布在巴黎定居。与此同时，他還為Computerworld撰文。 2007年，温特劳布创建了9to5Mac網站，並在該網站上發表了一系列有关蘋果公司的文章。
温特劳布因其对苹果的报道获得了2008年和2009年由软件和信息行业协会頒發的尼尔奖 (Neal Awards)。
2009年至2010年，塞思·温特劳布在财富雜誌上發表一系列與谷歌有關的文章，并继续在Computerworld和纽约时报上發文。2010年，他推出了專門報道谷歌的新聞網站9to5Google以及消費電子產品交易网站9to5Toys。
2013年，他创办了新闻和评论网站Electrek。